# Ehrlichsche Gestiftskirche

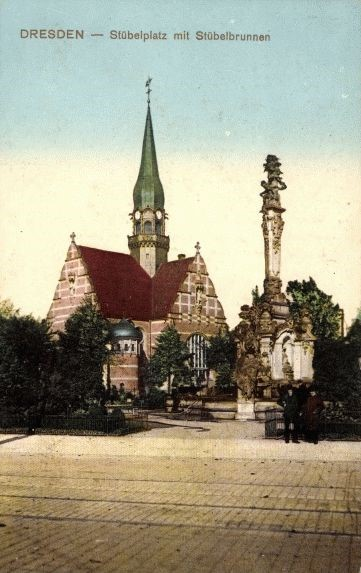
Ehrlichsche Gestiftskirche 1918 mit Stübelbrunnen

Die umgangssprachlich so genannte Ehrlichsche Gestiftskirche (korrekt: Kirche des Ehrlichen Gestifts) am Stübelplatz in Dresden war der Ersatzbau für die ältere Kirche (Lazarettkirche) des Ehrlichschen Gestifts von Johann Georg Ehrlich, die am Wettiner Platz 1897 dem Neubau der Jakobikirche weichen musste.

## Geschichte

Ehrlichsche Gestiftskirche und Stübelplatz auf einer Karte von 1912

Der Sakralbau wurde von Karl Emil Scherz zwischen 1904 und 1907 im Stil des Historismus erbaut. Ihre Nutzung für den kirchlichen Zweck begann am 11. März 1907.  Zwischen 1880 und 1907 fand das kirchliche Leben der Stiftskirchengemeinschaft für 20 Jahre in der Johanneskirche und nach Kündung des dortigen Nutzungsrechtes im Betsaal der Gestiftsschule statt.
Der große Metallbedarf zur Rüstung im Ersten Weltkrieg führte zur erzwungenen Abgabe von zwei Glocken und Orgelpfeifen an die dafür beauftragten Stellen. In den 1920er-Jahren sammelte man Geld, um diesen Verlust zu ersetzen.
In den Jahren nach dem Ersten Weltkrieg mussten wegen der schwierigen wirtschaftlichen Verhältnisse die Gottesdienste während des Winters in den Andachtssaal des neu errichteten Erziehungshauses verlegt werden. Die Kosten für die Kirchenheizung konnten nicht aufgebracht werden. Wegen der sich zuspitzenden Lage seit dem September 1923 kam es zur Trennung vom Stiftskantor und vom 2. Stiftsprediger. Die Hochinflation verursachte im gesamten Stiftungsvermögen große Schäden.
Die finanzielle Notlage der Stiftskirchengemeinschaft machte es erforderlich, dass das Kirchengebäude auch von der altlutherischen St.-Pauls-Gemeinde mitgenutzt wurde. So kam es zu jährliche Mieteinnahmen und in der Winterperiode zusätzlich zu anteiligen Heizkosten. Die gemeinschaftliche Nutzung wurde am 1. März 1924 vertraglich geregelt.
Trotz der Luftangriffe auf Dresden gegen Ende des Zweiten Weltkriegs hielt sich die Beschädigung in Grenzen; die Kirche war zwar ausgebrannt, jedoch waren „nicht einmal die Gewölbe eingestürzt“. Ehemalige Schüler des Gestifts leisteten ab 1945 freiwillige Aufräumarbeiten und forderten am 2. Juli 1950 in einer Entschließung die Erhaltung und den Wiederaufbau der Kirche. Bereits 1948 hatte das städtische Denkmalamt festgelegt, dass „bei Sprengung oder Beseitigung der Kirche“ zumindest die drei großen Figuren an den Kirchengiebeln und die Johann-Georg-Ehrlich-Tafel geborgen werden sollten. Das Gotteshaus wurde Mitte August 1951 gesprengt.

## Außenarchitektur
Der Kirchenbau hatte eine Klinkerfassade mit Gliederungen in Elbsandstein. Der Grundriss bildete ein Kreuz mit kurzen Schiffen als dessen Schenkel. Über der Vierung lag der Turm mit seinem schlanken und hohen Helm.
Die Giebel der Kirchenschiffe waren mit senkrechten Pilastern und horizontalen Gesimsen in Sandstein gegliedert. An ihrer Traufe befanden sich gebogene Abdeckungen, die das Schweifwerk eines Volutengiebels andeuten. In den Giebelfeldern war eine fialenbekrönte Baldachinnische mit je einer etwa zwei Meter großen Sandsteinskulptur (Melanchthon, Nikolaus Ludwig von Zinzendorf, Martin Luther und August Hermann Francke, die letzteren drei geschaffen von den Bildhauern Martin Engelke, Wilhelm Heinrich Weinhold und Adolf Rehm) untergebracht.
Runde Rosetten- und Spitzbogenfenster gaben dem Innenraum der Kirche das natürliche Licht und prägten zusammen mit Strebepfeilern an den Außenwänden die Fassade neogotisch. Eine Rundbogenkolonnade am Eingang und die Rundbogenfenster des seitlichen Treppenturms ergänzen den architektonischen Schmuck mit neoromanischen Stilelementen.

## Innenraum

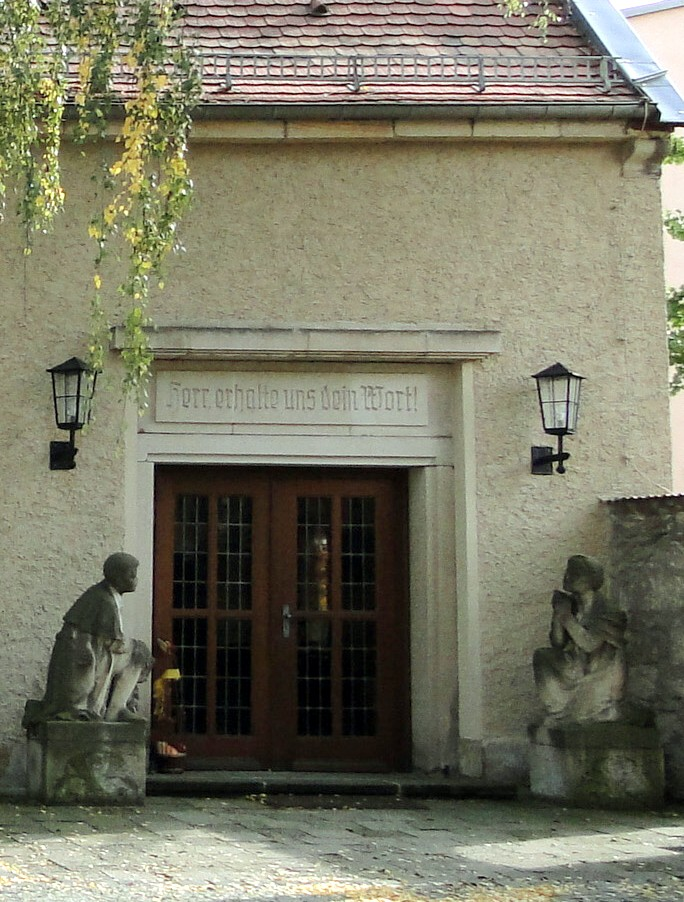
Stifterfiguren vor der Nazarethkirche

Ihr Innenraum war relativ schlicht gestaltet. Im Chor hatten die Doppelbogenfenster eine Ornamentverglasung, die Szenen aus der christlichen Mythologie zeigten.
Der Altar ruhte auf einem zweistufigen Podest mit zwei seitlichen und kunstvoll gearbeiteten schmiedeeisernen Gittern. Sein Tisch wurde mit vier dunklen kleinen Säulen (zwei Säulenpaare) abgestützt. Oberhalb des Retabels stand in zentraler Position eine Plastik, die Kreuzigung Jesu darstellend. Links und rechts dieses Kreuzes befanden sich eine weibliche und männliche Figur in kniender Andachtshaltung.
Nach 1945 konnte ein Teil der Innenausstattung geborgen werden. Das Kruzifix und die Gedenkbüste für den Stifter Ehrlich wurden in die Nazarethkirche im Stadtteil Seidnitz gebracht und die beiden sogenannten „Stifterfiguren“ 1951 vor ihrem Eingang aufgestellt. Teile des Gestühls kamen zur Thomaskirche im Stadtteil Gruna.

## Stiftsprediger
Das Verzeichnis pfarrerbuch.de listet für diese Kirche 1. Stiftsprediger und 2. Stiftsprediger (vormals Katechet) auf.
1. Stiftsprediger
- 1743: Glöß, Johann Gottlieb
- 1744: Klemmer, Johann Georg
- 1749: Eilbert, Johann Gottlieb
- 1756: Leibnitz, Gotthelf August
- 1781: Klug, Christian Gottlob
- 1781: Lehmann, Salomo Gotthelf
- 1786: Vaupel, Johann Christian
- 1789: Frühauf, Johann Andreas
- 1790: Ochernal, Ernst Sigismund
- 1793: Herold, Immanuel Liebegott
- 1805: Bobe, Karl Gottfried
- 1811: Schubarth, Christian Traugott
- 1812: Leonhardi, Gustav Ernst Christian
- 1816: Zscheile, Franz Theodor Gotthold
- 1818: Sachse, Johann Friedrich
- 1819: Ziller, Karl Gottfried
- 1821: Schöpff, Joseph Wilhelm
- 1825: Fischer, Karl Moritz
- 1832: Steinert, Gustav Wilhelm
- 1835: Körner, Ferdinand
- 1840: Männel, Christian Gottlob
- 1843: Döhner, Friedrich Karl
- 1844: Adam, Johann Karl
- 1850: Heydenreich, *Julius Karl Heinrich
- 1852: Tutzschmann, Maximilian Moritz
- 1853: Sauer, Albert Cornelius Theodor
- 1853: Weber, Gustav Adolf
- 1864: Steinbach, Friedrich Ernst
- 1866: Wüstner, Ernst Theodor
- 1871: Neubert, Karl Heinrich
- 1872: Dammann, August Wilhelm
- 1872: Nicolai, Karl Heinrich
- 1884: Schubert, Max Edmund
- 1896: Kötzschke, Hermann Theodor Walter
- 1921: Költzsch, Gustav *Fritz
- 1921: Ludwig, Frank Wilhelm
- 1936: Oehlmann, *Kurt Paul
- 1938: Höfer, Friedrich *Erich
- 1939: Herrmann, Friedrich Heinrich *Otto